# روبرت دوسن (مصور)
روبرت دوسن (بالإنجليزية: Robert Dawson)‏ هو مصور أمريكي، ولد في 1950.